# Isi Gavilán
Isidora Gavilán (Córdoba, siglo XX), conocida como Isi Gavilán o Isi, es una futbolista española que formó parte de la primera selección femenina de fútbol de España oficiosa y la primera oficial.

## Trayectoria
En la década de 1970, era la capitana del Centro de Deportes Córdoba. Jugaba como delantera y era goleadora de dicho equipo. En 1971, era una de las miembros del primer equipo de la selección española femenina, en una época en la que el fútbol femenino no estaba reconocido ni por la Real Federación Española de Fútbol ni por la FIFA. En noviembre de 1972, jugó el primer partido con la selección española en Madrid y un mes después, disputó un partido contra Italia.
También formó parte de la primera Selección femenina de fútbol de España reconocida por la RFEF, jugando en 1983 su primer partido oficial.
En 2023, a raíz del Caso Rubiales, Gavilán fue una de 81 futbolistas que firmaron el comunicado conjunto anunciando que no volverían a jugar en la selección española hasta que la RFEF cambiara de directiva .

## Reconocimientos
En 2019, Gavilán fue una de las futbolistas pioneras homenajeadas por la Real Federación Española de Fútbol en la Ciudad del Fútbol de Las Rozas en un acto en honor las componentes de la primera selección oficiosa de 1971 y de la primera selección oficial de 1983, como Conchi Sánchez, María Oliva, Amparo Herrera o Ana Seijo, entre otras, además de a las jugadoras que contaran con más de 50 internacionalidades.
En 2024, con motivo de la celebración del Día Internacional de la Mujer, Gavilán fue una de las pioneras cordobesas homenajeadas por el Cuerpo Nacional de Policía de Córdoba. Durante el acto, Gavilán participó en una mesa redonda junto a la única mujer que formaba parte del cuerpo de bomberos del Ayuntamiento de Córdoba, Ángela Montilla, la directiva Ana García, la inspectora jefa del Cuerpo Nacional de Policía en Córdoba, Encarnación Manrique, la primera magistrada que fue titular de la Audiencia Provincial de Córdoba, Cristina Mir, así como Delfina Tapia, una de los dos primeras policías locales de Córdoba.